# Nina Zjoeravleva
Nina Jakovlevna Zjoeravleva (Russisch: Нина Яковлевна Журавлева) (Sint-Petersburg, 21 januari 1909 - Leningrad 1989) was een basketbalspeler en coach voor verschillende teams van de Sovjet-Unie. Ze werd Meester in de sport van de Sovjet-Unie en was geëerde coach van de RSFSR.

## Carrière
Zjoeravleva speelde voor Team Leningrad en voor Spartak Leningrad. Ze won in 1928 en 1935 met Team Leningrad het Landskampioenschap van de Sovjet-Unie. In 1934 en 1936 werd ze tweede. Na haar carrière als speler werd ze coach bij Spartak Leningrad. Ze kreeg verschillende onderscheidingen waaronder de Medaille voor de Verdediging van Leningrad en de Medaille voor de Overwinning over Duitsland in de Grote Patriottische Oorlog 1941-1945.

## Privé
Zjoeravleva had één dochter, Olga Gomelskaja die ook basketbalspeler was. Haar schoonzoon was de legendarische basketbalcoach Aleksandr Gomelski. Ze hadden twee kleinzonen. Vladimir Gomelski was ook basketbalspeler en basketbalcoach en Aleksandr die waterpolo speelde.

## Erelijst
- Landskampioen Sovjet-Unie: 2
  - Winnaar: 1928, 1935
  - Tweede: 1934, 1936